# Cinturão vulcânico dos Andes

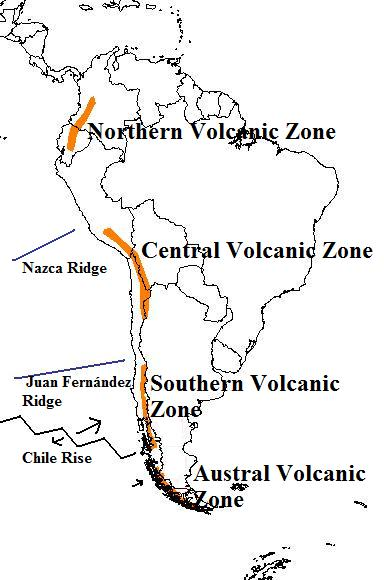
Mapa dos arcos continentais dos Andes e as estruturas subduzidas que afetam o vulcanismo

O cinturão vulcânico dos Andes é uma cintura vulcânica do círculo de fogo do Pacífico, localizada na cordilheira dos Andes, abrangendo porções do Equador, Chile, Peru, Bolívia, Colômbia e Argentina. Esse cinturão é segmentado em quatro grandes arcos vulcânicos continentais que são separados por áreas sem atividade vulcânica recente. As quatro zonas, com atividade nos últimos 10 000 anos (Holoceno), são: Zona Vulcânica do Norte (ZVN), Zona Vulcânica Central (ZVC), Zona Vulcânica Sul (ZVS) e Zona Vulcânica Austral (ZVA).
O cinturão vulcânico andino é um local propício para o estudo do magmatismo calco-alcalino e de subducção, pois seu vulcanismo é em grande parte o resultado da subducção das placas de Nazca e Antártica sob a Placa Sul-Americana.